# Charles-Alexis-Adrien Duhérissier de Gerville
Charles Alexis-Adrien Duhérissier de Gerville (Gervolle-la-Forêt, atualmente parte de Vesly (Mancha), 19 de setembro de 1769 - Valogne, 26 de julho de 1853) foi um estudioso, historiador, naturalista e arqueólogo francês, de uma família aristocrática da Normandia. Os seus primeiros estudos foram sobre a história natural e a botânica e a sua coleção numismática, tornando-se um dos primeiros historiadores da arquitetura em França. Gerville estudou na faculdade de Coutances e, posteriormente, frequentou dois anos de Direito na Universidade da cidade de Caen.
Charles de Gerville foi o primeiro a cunhar o termo Românico para se referir ao estádio da arquitetura que se estendeu desde a queda do Império Romano até ao século XII; o termo já existia em relação às línguas derivadas do latim (línguas românicas) e utilizou-o numa carta dirigida em 1818 ao seu amigo Arcisse de Caumont, outro arqueólogo francês que foi quem o difundiu no seu Essaie sur l'architecture du moyen âge, particulièrement en Normandie, (Ensaio sobre arquitetura medieval, particularmente na Normandia), datado de 1824.

## Obra
- Voyage archéologique dans la Manche (1818–1820).[3]* Les Abbayes et les anciens châteaux de la Manche, 1825
- Recherches sur le Hague-dike et les premiers militaires des Normands sur nos côtes, 1831
- Études géographiques et historiques sur le département de la Manche (Cherbourg 1854)
- Les Châteaux de la Manche: o arrondissement de Saint-Lô, 1989